# Putting It Together
Putting it Together ist eine 1992 uraufgeführte Musical-Revue um die Musik von Stephen Sondheim. Der Titel der Revue ist einem Lied aus Sunday in the Park with George entnommen. Das Buch des Stückes schrieb Sondheim selbst in Zusammenarbeit mit Julia McKenzie. Die Revue wurde mehrfach inszeniert: Auf die Uraufführung in Oxford (England) 1992 folgte eine Off-Broadway-Inszenierung ab 1993, eine Broadway-Produktion ab 1999 (2001 auf Film festgehalten) und 2014 schließlich die (Off-)West-End-Premiere.

## Rahmenhandlung
Auf einer Dinner-Party begegnen sich zwei ursprünglich nicht näher benannte Paare. Die Ehe des älteren Paares (The Wife und The Husband) ist stagniert, ihre Leidenschaft abgekühlt. Die beiden sind vom Leben frustriert und haben einen bitter sarkastischen Blick auf die Liebe entwickelt. Das junge Paar (The Young Man und The Young Woman) steht im krassen Gegensatz dazu: Sie sind frisch verliebt und blicken durch eine rosarote Brille mit unerschütterlichem Optimismus auf die Welt und die Liebe, was auf das ältere Ehepaar äußerst naiv wirkt. Durch die Konfrontation der beiden gegensätzlichen Sichtweisen gewinnen alle vier eine neue Perspektive auf ihr Leben. Ein Erzähler (The Narrator bzw. The Observer) moderiert durch den Abend.
Ab Eric Schaeffers Inszenierung in Los Angeles (1998) erhielt The Wife den Namen Amy, The Husband den Namen Charles, The Young Man den Namen Barry (im Programmheft und weiteren Auflistungen geführt als Barry, a young associate) und The Young Woman den Namen Julie (im Programmheft und weiteren Auflistungen geführt als Julie, his date). Weiterhin verwandte der Erzähler die Anreden The Wife, The Husband usw.

## Inszenierungen

### Ensembleübersicht
| Inszenierung                    | Besetzung       | Besetzung     | Besetzung      | Besetzung         | Besetzung          | Regisseure        | Anmerkungen |
| Inszenierung                    | The Husband     | The Wife      | The Young Man  | The Young Woman   | The Narrator       | Regisseure        | Anmerkungen |
| ------------------------------- | --------------- | ------------- | -------------- | ----------------- | ------------------ | ----------------- | --- |
| Oxford 1992                     | Clive Carter    | Diana Rigg    | Clarke Peters  | Claire Moore      | Kit Hesketh-Harvey | Julia McKenzie    | 24 Vorstellungen Produktion: Cameron Mackintosh                                                                |
| Off-Broadway 1993               | Stephen Collins | Julie Andrews | Michael Rupert | Rachel York       | Christopher Durang | Julia McKenzie    | 96 Vorstellungen Produktion: Cameron Mackintosh und Manhattan Theatre Club                                     |
| L.A. 1998                       | John McCook     | Carol Burnett | John Barrowman | Susan Egan        | Bronson Pinchot    | Eric D. Schaeffer | ca. 90 Vorstellungen Produktion: Center Theatre Group, Music Center of Los Angeles County und Mark Taper Forum |
| Broadway 1999                   | George Hearn    | Carol Burnett | John Barrowman | Ruthie Henshall   | Bronson Pinchot    | Eric D. Schaeffer | 123 Vorstellungen Kathie Lee Gifford ersetzte Burnett in den meisten Dienstagsvorstellungen am Broadway        |
| DVD-Aufzeichnung Broadway, 2000 | George Hearn    | Carol Burnett | John Barrowman | Ruthie Henshall   | Bronson Pinchot    | Don Roy King      | Produktion: Direct from Broadway; Veröffentlichung 2002                                                        |
| West-End 2014                   | David Bedella   | Janie Dee     | Damian Humbley | Caroline Sheen    | Daniel Crossley    | Alastair Knights  | |
| Belfast 2015                    | Fra Fee         | Carol Starks  | Nicholas Pound | Christina Tedders | Brad Clapson       | Stephen Whitson   | |

### Uraufführung: Oxford 1992
Die Revue entstand als Folge hoher Nachfrage nach einer Fortsetzung von Side by Side by Sondheim, einer älteren Hommage an Sondheims Werke von 1976. Erst Theaterproduzent Cameron Mackintosh (Cats, Les Misérables, Phantom der Oper) konnte den zögernden Sondheim schließlich überzeugen, das neue Projekt anzugehen, Julia McKenzie wurde zu seiner Unterstützung hinzugeholt, sie übernahm auch die Regie der ersten Inszenierungen. Putting It Together wurde am 27. Januar 1992 im Old Fire Station Theatre (Oxford, England) uraufgeführt. Es folgten 24 Vorstellungen.

### Erstaufführung USA: Off-Broadway 1993
Die Inszenierung des Manhattan Theatre Club eröffnete Off-Broadway am 1. April 1993 im New York City Center, dort brachte sie es auf 37 Previews und 59 Aufführungen. Regie führte erneut McKenzie, die Choreografie stammt von Bob Avian und das Bühnenbild von Robin Wagner. Theoni V. Aldredge verantwortete die Kostüme, Tharon Musser die Beleuchtung. Julie Andrews kehrte für die Rolle nach mehr als 30 Jahren auf die Bühne von New York City zurück. Ein Studioalbum mit der Originalbesetzung (Cast Recording) wurde durch RCA Records veröffentlicht.
Die stark überarbeitete Revue wurde auch um einen kleinen Handlungsstrang ergänzt: Die Figuren verbringen eine ganze Nacht auf einer vornehmen Feier in einem Penthouse. Die Gastgeber, ein älteres Ehepaar (Andrews und Collins), stellen sich ihrer Desillusionierung und ihren Eheproblemen, während ein jüngeres und weniger zynisches Paar (Rupert und York) mit neu entdeckten Gefühlen und Sehnsüchten zu kämpfen hat. Ein Butler (Durang) beobachtet, kommentiert und beeinflusst die Handlung. Die Paare befassen sich mit Untreue und Scheidung, können aber noch vor Sonnenaufgang wieder zueinander finden.

### Erstaufführung L.A. & Broadway 1998–2000
Eine erfolgreiche Inszenierung im Mark Taper Forum (Los Angeles 1998) zog im Folgejahr an den New Yorker Broadway, wo sie am 21. Dezember 1999 im Ethel Barrymore Theatre (47th Street zwischen Broadway und 8th Avenue) eröffnete. Die Produktion brachte es dort nach 22 Previews auf 101 Aufführung. Die Choreografie/musikalische Umsetzung stammte erneut von Bob Avian, Jonathan Tunick schrieb die Orchester-Arrangements für diese Inszenierung. Das Bühnenbild gestaltete Bob Crowley, Howard Harrison entwarf das Lichtdesign. Carol Burnett, John Barrowman und Bronson Pinchot kehrten nach der Unterbrechung zwischen L.A.- und Broadway-Inszenierung zum Stück zurück. George Hearn ersetzte John McCook als The Husband, Ruthie Henshall trat an die Stelle von Susan Egan als The Young Woman. Kathie Lee Gifford ersetzte Carol Burnett in der Rolle der Ehefrau an einigen Tagen (den meisten Dienstag-Abendvorstellungen mit Ausnahme des 21. und 28. Dezembers). Für die Inszenierung kehrte Burnett nach vier Jahren (Moon Over Buffalo, 1995) an den Broadway zurück (ihr letzter Musicalauftritt lag zu diesem Zeitpunkt bereits 34 Jahre zurück). Die (nicht zum Einsatz gekommene) Zweitbesetzung bestand aus David Engel (The Observer, The Younger Man), Ronnie Farer (The Wife), John Jellison (The Husband) und Christina Marie Norrup (The Younger Woman). Am Broadway wurde das Stück regulär acht Mal pro Woche aufgeführt, darunter fünf Abend- und drei Matinee-Vorstellungen. Am zweiten Weihnachtstag sowie dem 30. Dezember und dem zweiten Januar 2000 kam je eine zusätzliche Vorführung hinzu, dafür entfiel je eine Veranstaltung am 23. und 30. November sowie an Heiligabend, Silvester und Neujahr. Tickets zu den Abendveranstaltungen waren in drei Sitzplatzkategorien für 40–80 US-Dollar, zu den Nachmittagsvorstellungen für 30–70 USD erhältlich.
Hearn erhielt für seine Darbietung eine Tony-Nominierung als Bester Darsteller in einem Musical. Die gesamte Inszenierung erhielt darüber hinaus eine Drama-Desk-Nominierung als Herausragende Neuinszenierung eines Musicals.

#### Videoaufzeichnung von 2001
Unter dem Titel Putting It Together: A Musical Revue zeichnete Direct from Broadway eine Abendvorstellung der Broadway-Inszenierung von Stephen Sondheims Revue Putting It Together auf. Zum Zeitpunkt der Aufzeichnung bestand die Besetzung noch immer aus dem ursprünglichen Broadway-Cast von 1999: Carol Burnett, George Hearn, John Barrowman, Ruthie Henshall und Bronson Pinchot. Die Videoaufzeichnung erfolgte im Ethel Barrymore Theatre am 20. Februar 2000 mit HD-Mehrkamera-Setting durch das Filmunternehmen Broadway Worldwide. Nach mehreren Fernsehausstrahlungen (ab 14. Oktober 2001 über Kabel- und Pay-per-View-Satelliten-Fernsehen in den USA, Kanada und Lateinamerika) wurde die Aufnahme schließlich auch auf DVD und VHS veröffentlicht (am 26. Februar 2002 durch Good Times Video und (nur als DVD) erneut am 12. Dezember 2006 durch Image Entertainment). HBO kaufte im Dezember 2002 eine zweijährige Lizenz an der Sendung und strahlte sie in den Folgejahren wiederholt aus.
Auf der DVD findet sich neben der Aufzeichnung des Stückes auch ein Blooper als Bonusmaterial, denn zufällig gab es ausgerechnet bei der gefilmten Vorführung mehrere Kostümpannen: Im ersten Akt riss Barrowmans Hose, die er für den Rest der Vorstellung mit schwarzem Klebeband zusammenhielt; zu Beginn des zweiten Aktes rutschte Burnett der Rock von der Hüfte, an diesem Punkt musste die Vorführung kurzzeitig unterbrochen werden. Nach einigen Minuten begann das Ensemble die gesamte Auftaktszene erneut, der Patzer konnte aus der ohnehin leicht gekürzten Fernsehaufzeichnung problemlos herausgeschnitten werden.
Sound Of Music vertreibt neben der DVD auch eine Tonaufzeichnung der Broadway-Inszenierung als Doppel-CD.

### Erstaufführung West End 2014
Im Januar 2014 feierte die Revue schließlich West-End-Premiere im 2012 neu eröffneten St. James Theatre (heute The Other Place). Streng genommen handelt es sich hierbei um die Off-West-End-Premiere, doch anders als beim Off-Broadway ist diese Unterscheidung weltweit noch nicht verbreitet (und selbst in Großbritannien noch nicht etabliert). Theater im Londoner Theaterviertel und dessen Umgebung werden weiterhin üblicherweise als West End zusammengefasst. Die Choreografie gestaltete Matthew Rowland, Alex Parker trug die musikalische Verantwortung (Musical Supervision) der Inszenierung. Sie lief als strictly limited run, d. h. die Vorführungsdauer war von vornherein klar begrenzt (in diesem Fall auf 3 Wochen) und nicht von Kritiken und Zuschauerzahlen abhängig. Der letzte Vorhang fiel am 1. Februar 2014.

### Erstaufführung Irland: Belfast 2015
Im Dezember 2015 erfolgte die Irland-Premiere der Revue im Belfaster Lyric Theatre. Die musikalische Leitung lag bei Alex Parker.

## Lieder

### Broadway
| Titel                                       | Musical                                        | Vortragende(r)                                   |
| ------------------------------------------- | ---------------------------------------------- | ------------------------------------------------ |
| Invocation and Instructions to the Audience | The Frogs                                      | The Observer                                     |
| Putting It Together                         | Sunday in the Park with George                 | Ensemble                                         |
| Rich and Happy                              | Merrily We Roll Along                          | Ensemble                                         |
| Do I Hear a Waltz?                          | Do I Hear a Waltz?                             | The Wife, The Husband                            |
| Merrily We Roll Along #1                    | Merrily We Roll Along                          | The Observer                                     |
| Lovely                                      | A Funny Thing Happened on the Way to the Forum | The Younger Woman, The Wife                      |
| Hello Little Girl                           | Into the Woods                                 | The Husband, The Younger Woman                   |
| My Husband the Pig                          | A Little Night Music                           | The Wife                                         |
| Everyday a Little Death                     | A Little Night Music                           | The Wife, The Younger Woman                      |
| Everybody Ought to Have a Maid              | A Funny Thing Happened On The Way to the Forum | The Wife, The Observer                           |
| Have I Got a Girl for You                   | Company                                        | The Younger Man, The Husband                     |
| Pretty Women                                | Sweeney Todd                                   | The Younger Man, The Husband                     |
| Sooner or Later                             | Dick Tracy                                     | The Younger Woman                                |
| Bang!                                       | A Little Night Music                           | The Younger Man, The Observer, The Younger Woman |
| Country House                               | Follies                                        | The Wife, The Husband                            |
| Unworthy of Your Love                       | Assassins                                      | The Younger Man, The Younger Woman               |
| Merrily We Roll Along #2                    | Merrily We Roll Along                          | The Observer                                     |
| Could I Leave You?                          | Follies                                        | The Wife                                         |
| Rich and Happy (Reprise)                    |                                                | Ensemble                                         |

| Titel                     | Musical                        | Vortragende(r)              |
| ------------------------- | ------------------------------ | --------------------------- |
| Back in Business          | Dick Tracy                     | Ensemble                    |
| It’s Hot Up Here          | Sunday in the Park with George | Ensemble                    |
| The Ladies Who Lunch      | Company                        | The Wife                    |
| The Road You Didn't Take  | Follies                        | The Husband                 |
| Live Alone and Like It    | Dick Tracy                     | The Younger Man             |
| More                      | Dick Tracy                     | The Younger Woman           |
| There’s Always a Woman    | Anyone Can Whistle             | The Wife, The Younger Woman |
| Buddy’s Blues             | Follies                        | The Observer                |
| Good Thing Going          | Merrily We Roll Along          | The Husband                 |
| Marry Me a Little         | Company                        | The Younger Man             |
| Not Getting Married Today | Company                        | The Wife                    |
| Merrily We Roll Along #3  | Merrily We Roll Along          | Ensemble                    |
| Being Alive               | Company                        | Ensemble                    |
| Like It Was               | Merrily We Roll Along          | The Wife                    |
| Old Friends               | Merrily We Roll Along          | Ensemble                    |

### Originalfassung
| Titel                                                            | Musical                                                                    |
| ---------------------------------------------------------------- | -------------------------------------------------------------------------- |
| Invocation and Instructions                                      | The Frogs                                                                  |
| Putting It Together                                              | Sunday in the Park with George                                             |
| Rich and Happy                                                   | Merrily We Roll Along                                                      |
| Merrily We Roll Along #1                                         | Merrily We Roll Along                                                      |
| Lovely                                                           | A Funny Thing Happened on the Way to the Forum                             |
| Everybody Ought to Have a Maid                                   | A Funny Thing Happened On The Way to the Forum                             |
| Medley: Sooner or Later I’m Calm Impossible Ah, But Underneath…! | Dick Tracy A Funny Thing Happened on the Way to the Forum Follies (London) |
| Hello Little Girl                                                | Into the Woods                                                             |
| My Husband the Pig/Every Day a Little Death                      | A Little Night Music                                                       |
| Have I Got a Girl for You                                        | Company                                                                    |
| Pretty Women                                                     | Sweeney Todd                                                               |
| Now                                                              | A Little Night Music                                                       |
| Bang!                                                            | A Little Night Music                                                       |
| Country House                                                    | Follies                                                                    |
| Could I Leave You?                                               | Follies                                                                    |

| Titel                        | Musical                               |
| ---------------------------- | ------------------------------------- |
| Entr’acte / Back in Business | Dick Tracy                            |
| Rich and Happy               | Merrily We Roll Along                 |
| Night Waltzes                | A Little Night Music (Bühne und Film) |
| Gun Song                     | Assassins                             |
| The Miller’s Son             | A Little Night Music                  |
| Live Alone and Like It       | Dick Tracy                            |
| Sorry-Grateful               | Company                               |
| Sweet Polly Plunkett         | Sweeney Todd                          |
| I Could Drive a Person Crazy | Company                               |
| Marry Me a Little            | Company                               |
| Getting Married Today        | Company                               |
| Being Alive                  | Company                               |
| Like It Was                  | Merrily We Roll Along                 |
| Old Friends                  | Merrily We Roll Along                 |

## Rezeption

### Auszeichnungen
- 2000: Drama Desk Award „Outstanding Revival of a Musical“ – Broadway 1999/2000 – nominiert
- 2000: Tony Award „Best Performance by a Leading Actor in a Musical“ für George Hearn – Broadway 1999/2000 – nominiert

### Rezensionen
DVD-Veröffentlichung 2002
Musical-World-Rezensent Stephan Drewianka bezeichnet Putting It Together als „eine etwas eigensinnige Show über die Werke des Musical-Komponisten Stephen Sondheim, der von den Kritikern verehrt wird und sogar mit dem Pulitzer Prize ausgezeichnet worden ist.“ In der Filmaufzeichnung von 2002 sieht er eine „[ü]berzeugende DVD-Produktion live vom Broadway“ „mit klarem 5.1 Sound und scharfem 16:9 Breitbild“; „die 5 hochkarätigen Darsteller“ sorgten „für ein besonderes Musical-Erlebnis ohne aufwendiges Bühnendesign“, sodass „auch wer die einzelnen Musicals nicht kennt, […] seinen Spaß an dieser hochkarätigen Theateraufführung haben“ werde. „Musical-Liebling“, „Serienstar“ und „Sunnyboy“ John Barrowman sorge ebenso wie „Chicago-Star […] mit erotischer Ausstrahlung“ Ruthie Henshall „für aufregende Augenblicke“; „Tony Award Gewinner George Hearn (La Cage Aux Foll[e]s)“ habe „immer noch eine bemerkenswerte Stimme“; „die nach 35 Jahren wieder zur Bühne zurückgekehrte Carol Burnett […] sprüh[e] vor elegantem Charme und frischem Wortwitz und überzeug[e] mit ihrem atemlosen Wortschwallgefecht in Not Getting Married Today“. „Kinostar“ Bronson Pinchot sei „in seiner ersten Musicalrolle […] für einige Lacher gut. Mit diesem gemischten Ensemble werden Klassiker wie Being Alive, Marry Me A Little, der Oscar-prämierte Song Sooner Or Later, Pretty Women und natürlich Putting It Together auch für den Nicht-Sondheim-festen Musical-Fan zu einem Erlebnis und das ohne ein aufwendiges Bühnendesign und mit nur einem minimalen Kostümwechsel zum 2. Akt.“
Zur Einordnung verglich er Sondheims Musicals mit Wagners Opern und stellte sie denen seines Kollegen Andrew Lloyd Webber gegenüber: „Wenn Sir Andrew Lloyd Webber für das Musical ein Guiseppe [sic] Verdi der Oper ist, ist Stephen Sondheim für das Musical so etwas wie ein Richard Wagner für die Oper: statt eingängig und leicht sind seine Kompositionen anspruchsvoll schwer, haben trotz Tiefgang in fast dissonantem Sprechgesang immer noch Charme und kommen immer mit einem Augenzwinkern daher. Doch […] auch bei einem Sondheim ist viel Raum für Rhythmus, spritzige Pointen und eine Menge Romantik und Harmonie.“
Das dargestellte Szenario („Im Rahmen einer Dinner-Party stellt ein Erzähler zwei Paare vor. Das ältere Ehepaar hat sich kaum noch etwas zu sagen, [d]as junge, frisch verliebte Pärchen hingegen schwebt naiv auf Wolke sieben […]. Trotz ihrer Gegensätze finden beide Paare immer wieder Anknüpfungspunkte und stellen schließlich fest, dass im Leben nur die Liebe zählt.“) bezeichnet er als „zugegeben etwas konstruiert“. „Verbindend“es Element sei aber „die Musik von Sondheim, die die Figuren miteinander agieren lässt. Aus [zwölf verschieden]en Shows […] wurden alle Sondheim-Juwelen extrahiert und durch den neuen Rahmen mit einer verbindenden Handlung versehen.“
Die „überzeugende“ DVD biete „[n]eben den Cast-Biographien [auch] ein längeres Interview mit dem Alt-Star der Show, Carol Burnett, in der sie frei auch von dem kleinen Unfall zu Beginn des 2. Aktes erzählt […]. Als sie dem überraschten Publikum zeigt, was hätte passieren können, indem sie flott die Hüllen fallen lässt, kann sich Partner John Barrowman vor Lachen nicht mehr halten. Das Beste: der komplette “Onstage Blooper” ist ebenfalls auf der DVD dokumentiert.“ Drewianka zieht als „Fazit: Putting It Together, A musical review mit Songs von Stephen Sondheim bietet einen vergnüglicher Abend, bei dem der Text beinahe mehr zählt als die Musik.“
Broadway-Inszenierung 1999–2000
Auch die Theaterseite Courtain Up (dt.: Vorhang auf) war voll des Lobes für die Broadway-Inszenierung des Stückes. Neben den Darstellern (allen voran „national treasure“ Carol Burnett, deren „Lächeln noch immer über das ganze Gesicht“ reiche und deren „Stimme nichts an ihrer Nebelhorn-Kraft eingebüßt“ habe) wurden insbesondere Jonathan Tunicks „wie immer tadellose Orchester-Arrangements“ der Sondheim-Songs hervorgehoben. Die Melodien und Texte Sondheims bezeichnet der Rezensent grundsätzlich als „vollkommenen Triumph der raffinierten Kultiviertheit vereint mit emotionalem Tiefgang“. Hierin sieht er allerdings die Problematik der Revue, denn „wie ein gutes Gedicht schürfen Sondheims Lieder derart tief in den Emotionen, dass jedes einzelne bereits eine ganze Geschichte in wenigen Strophen verdichtet. Aus diesem Grund tendieren sie dazu, auch außerhalb des Kontextes ihrer jeweiligen Show auf festen Beinen zu stehen. Side by Side, Sondheims erste und erfolgreichste Revue, funktionierte deshalb auch ohne den Versuch, die Lieder mit einer zusätzlichen Rahmenhandlung zu überlagern.“ Diese Rahmenhandlung wirke hier eher wie eine Entschuldigung für das (für Revues unüblich) recht aufwändige, aber sehr gelungene Bühnenbild: „Bob Crowley’s einfallsreiches Bühnenbild reflektiert auf schöne Art Sondheims lässigen, geistreichen Witz. Anstelle der für Revues üblichen Stühle hocken sich die Sänger auf diverse Kästen, welche während der Show an verschiedenen Stellen aus dem Bühnenboden hervortreten und wieder darin verschwinden. Es gibt zudem ein abstraktes, plastisch wirkendes Schaubild aus Boxen, gestapelt in mehreren Ebenen und umrahmt durch horizontal ausgerichtete Hochhäuser und neonfarbene Röhren. Das Diorama ist außerdem bestückt durch Lounge Chairs in verschiedenen Größen, welche zusammen wie eine Ausstellung im Museum of Modern Art anmuten. Das zu kleine Kämmerchen, in welchem The Younger Woman mit dem Lied It’s Hot Up Here (aus Sunday In the Park With George) vor sich hin diskutiert, erntet großes Gelächter (vermutlich von Leuten, die an den halbhohen Flur im urkomischen Being John Malkovich erinnert werden).“

“A couple of times during this two-act Stephen Sondheim songfest she even manages to put her own souped up Burnettian spin on the darker Sondheimian sensibility -- notably in her caustic rebuttal to Ruthie Henshall’s Lovely (from A Funny Thing Happened to Me On the Way to the Forum) and in a show-stopping "Not Getting Married" (Company) during the second and more energetic half of the show.
Even though Burnett’s ‘Ladies Who Lunch’ lacks some of the tang of Elaine Stritch’s 100% Sondheim rendition, it’s got enough of the bitter sweet flavor to be an Act II high spot. Ms. Henshall, while still too young to be an icon is nevertheless a rising young British musical star (Chicago’s Roxie Hart in London and Velma Kelley in New York). She works well in tandem with Burnett and in her own show-stopper solo, ‘More’ (Dick Tracy).
[…]Wendell K. Harrington’s first and final projections of an Edward Gorey cocktail party group smartly offsets the otherwise underpopulated cocktail party. The overall abstract flavor of the design is, I suppose, meant to complement the feather light plot and avoid questions as to why this party jumps from the stage level to these boxed- in views of life in the lonely New York skyscraper world. As for the plot per se -- an older couple (Burnett and George Hearn) unpack their disillusions and marital troubles. The other human threads used to connect the musical dots are a younger less jaundiced couple (Henshall and John Barrowman ably represented by his stand in David Engel at the performance I attended) and a commentator (the gifted young comic, Bronson Pinchot). Pinchot, like Burnett, tries to lighten up the somber mood that is Sondheim’s trademark. His opening act as a pretend usher who in a Sondheim for Dummies routine (written by Sondheim) demystifies the cerebral composer. This and his one word introductions to various scenes actually work very well. His explanation as to why this revue is tagged as a review (because Sondheim wants you to think) remains as flimsy as the plot. A revue is what you get. A review is what I’m writing -- an appraisal of any creative work.
When judged as the latest (actually it’s a reworking of an earlier version) of Mr. Sondheim’s three revues, Side by Side , even without a big-bang star like Carol Burnett stand superior to Putting It Together. Another book-revue I covered during its revival at the Queens Theater in the Park a few seasons ago (see link below), Marry Me A Little, more successfully overlayed songs with a story, using just two actors on a kitchen-sink style set. Still, as one of the lyrics states, art isn’t easy. With the much anticipated big new Sondheim musical, Wise Guys, having just become a no show maybe we should enjoy what’s to enjoy and forgive Mr. Schaeffer’s for putting this show together -- imperfectly.”

Auch Talkin’ Broadway kritisierte zwar die Rahmenhandlung von Putting It Together als „absurde und protzige“ Odyssee durch Stephen Sondheims Karriere, riet aber den Lesern, hierüber einfach hinwegzusehen und stattdessen in vollen Zügen zu genießen, wie „fünf Ihrer Lieblings-Unterhaltungskünstler eine ganze Menge fantastischer Lieder singen, die alle aus der Feder des gleichen Komponisten stammen.“ Wer mit dieser Einstellung in den Abend gehe, werde „eine großartige Zeit in dieser Show haben.“

“And, I suppose, if you’re one of those people who see Putting it Together as yet another chance to publicly worship at the shrine of The Great God Sondheim, you’ll get something out of it too - but, heaven knows what. Just spare me all the earnest, in-depth analysis of every last lyric and musical phrase. He’s damn good. I agree. Let’s move on.
(Personally, I can’t wait for someone to come out and debunk the Myth of Stephen Sondheim, that his work can only be properly appreciated if approached with an attitude of intellectual reverence. Those of us who enjoy a well-adjusted, real life know him for what he is, a guy who writes clever, pithy lyrics and some of the best, most "hummable" music ever heard on or off the Broadway stage. Sadly, Mr. Sondheim seems to have recently bought in to his own reputation, vaingloriously insisting that Putting it Together be termed a ‘review’ of his work, rather than what it actually is, a ‘revue’ in the grand and wonderfully entertaining tradition of sophisticated amusements concocted to no greater purpose than providing a pleasurable evening at the theatre.)
Carol Burnett is Carol Burnett, nothing more nothing less. With Carol, you know what you’re going to get going in, and you’re never disappointed. And that’s as good a definition of ‘star quality’ as I know.
George Hearn is in excellent voice, and his presence adds the necessary note of depth and resonance to the evening. John Barrowman and Ruthie Henshall provide a surprisingly welcome undercurrent of sex appeal, both in their songs and to the show in general. Bronson Pinchot (or, as he refers to himself in his Playbill bio, ‘The Artist Formerly Known as Balki’) saves the evening on several occasions from becoming just a bit too serious and self-indulgent.
Eric D. Schaeffer’s direction and Bob Avian’s staging keep the evening moving along at a brisk pace. Jonathan Tunick’s orchestrations are superb, as usual, but suffer from an orchestra pushed off stage and amplified to the point of sounding like a cheap FM radio.
To date, this season has produced two absolutely must see musical entertainments, Kiss Me, Kate and now Putting it Together. Perhaps Broadway is relearning an old and dependable truth, that sometimes audiences just want to have fun!”

Music Theatre International beschreibt das Stück in ihren Datenbankeinträgen zur Off-Broadway- (1993) und Broadway-Inszenierung (1999) wie folgt:

“In this Sondheim revue, two couples reflect on the complexities of modern relationships.
Putting It Together is a musical revue showcasing the songs of Stephen Sondheim (Sweeney Todd, Follies, A Funny Thing Happened...). Drawing its title from a song in Sunday in the Park with George, it celebrates Sondheim’s incomparable career in musical theatre.
Featuring nearly thirty Sondheim tunes, Putting It Together is performed by only five people who are thrown together at a party in a Manhattan penthouse. With a bit of imagination, the guests transform the apartment into the stage of an abandoned theatre, an estate in Sweden, an island outside of Paris, a street off the Roman Forum, the woods of a fairy tale and a mythical town in the Southwest.
This tribute in the form of a revue provides a wonderful opportunity for simple sets and costumes.
Sondheim’s music will allow performers to showcase their vocal and acting abilities.”